# Het veelkleurig land
Het veelkleurig land is een sciencefictionboekenreeks in vier delen van de Amerikaanse schrijfster Julian May.

## Verhaal
In 2034 wordt in Frankrijk een poort gevonden die zes miljoen jaar terug in de tijd leidt, ten tijde van het Plioceen. In de 22e eeuw is deze poort in gebruik om iedereen die zich niet thuis voelt in de huidige tijd van het Galactisch Bestel een uitweg naar een andere, eenvoudiger wereld te bieden. In 2110 vertrekt een gezelschap van onaangepasten naar het verre verleden om aan de door technologie beheerste moderne tijd te ontsnappen.
Maar ze ontdekken dat dit verre verleden geen garantie voor een rustig en eenvoudig leven is: de Tanu en Firvulag, twee groepen buitenaardsen met grote psychische krachten bestrijden elkaar en gebruiken de mensen voor hun strijd.

## Boeken
De reeks Het veelkleurig land bestaat uit vier delen:
- 1981 - Het veelkeurig land (The Many-Colored Land)
- 1982 - De gouden halsring (The Golden Torc)
- 1983 - De troonveroveraar (The Nonborn King)
- 1984 - De tegenstrever (The Adversary)